# ماتویا
ماتویا (نام علمی: Matthevia) نام یک سرده از رده گهواره دریایی است.